# Hanussen
Hanussen es una película dramática húngara de 1988 sobre Erik Jan Hanussen de István Szabó. Fue nominada al Premio de la Academia de 1988 a la Mejor Película en Lengua Extranjera. La película en lengua alemana fue protagonizada por Klaus Maria Brandauer. La película se inscribió en el Festival de Cine de Cannes de 1988.

## Sinopsis
El austriaco Klaus Schneider, más tarde conocido como Erik Jan Hanussen, es herido durante la Primera Guerra Mundial. Mientras se recupera al cuidado del Dr. Emil Bettelheim (Erland Josephson), el Doctor descubre que Schneider posee poderes empáticos. Después de la guerra, con un amigo como su manager y otro como su amante, Schneider cambia su nombre y va a Berlín para actuar en salas y teatros como hipnotizador y lector de mentes. Sus supuestos poderes atraen la atención de los nazis, lo que hace que su fama y poder, así como sus propios problemas, crezcan.

## Reparto
- Klaus Maria Brandauer como Klaus Schneider / Erik Jan Hanussen
- Erland Josephson como Dr. Bettelheim
- Ildikó Bánsági como Hermana Betty
- Walter Schmidinger como Jefe de Propaganda
- Károly Eperjes como Capitán Tibor Nowotny
- Grażyna Szapołowska como Valery de la Meer
- Colette Pilz-Warren como Dagma
- Adrianna Biedrzyńska como Wally
- György Cserhalmi como Conde Trantow-Waldbach
- Michał Bajor
- Jiří Adamíra
- Róbert Rátonyi
- Kalina Jędrusik (como Kalyna Dygat Jydrusik)
- Gabriela Kownacka
- Ewa Błaszczyk

## Premios
| Año  | Premio                              | Evento                                   | Nominado(s)  | Resultado |
| ---- | ----------------------------------- | ---------------------------------------- | ------------ | --------- |
| 1988 | Palma de Oro                        | 41.ª Festival de Cine de Cannes          | István Szabó | Nominado  |
| 1989 | Mejor película en lengua no inglesa | 46.ª edición de los premios Globo de Oro | István Szabó | Nominado  |
| 1989 | Mejor película de habla no inglesa  | 61.ª edición de los Premios Óscar        | István Szabó | Nominado  |

1. ↑  «The 61st Academy Awards (1989) Nominees and Winners». oscars.org. Consultado el 20 de agosto de 2015.
2. ↑  «Festival de Cannes: Hanussen». festival-cannes.com. Consultado el 26 de julio de 2009.